# متقوسة (حشرة)
المتقوسة هي جنس من الفصيلة السيرفيدية من رتبة ذوات الجناحين (الذباب).